# Justin Hurtt
Justin Edward Hurtt  (23 de marzo de 1989) es un jugador de baloncesto profesional estadounidense que actualmente se encuentra en el Slávia Žilina de la SBL eslovaca.

## Carrera deportiva

### Universidad
Hurtt tuvo una cirugía de hombro al promediar la mitad de su temporada Freshman en Tulsa. En su año júnior en Tulsa, promedió 14,5 puntos y 3,4 rebotes por encuentro. Consiguió su primer doble-doble, puntuando 25 puntos y agarrando 10 rebotes en la ronda de apertura del NIT. Al comienzo de su temporada sénior, tuvo una racha de seis partidos en los que puntuó 20 puntos o más, siendo la primera vez en 23 años que un jugador de Tulsa lo conseguía. Como sénior, fue nombrado en el "First Team All-Conference USA". promedió 20 puntos y 3.8 rebotes por juego.

### Profesional
En agosto del 2011, Hurtt firma su primer contrato profesional con Pallacanestro Varese de Italia. Promedia 7.3 puntos por partido en la Serie A, después  de 17 partidos fue cortado. En febrero del 2012, Hurtt firma con Belfius Mons-Hainaut de la liga belga.
Hurtt Ha jugado profesionalmente en Letonia, Grecia, y el G-League. Compitió en la segunda división italiana, Serie A2, para Pallacanestro Mantovana en 2015-16 y promedió 14 puntos y 3.6 rebotes por juego en 28 juegos. En enero de 2018, Hurtt firmó con el KW Titans de la Liga de Baloncesto Nacional de Canadá (NBL). En 20 juegos, promedió 19.2 puntos, 4.7 rebotes y 2.8 asistencias.
El 2 de agosto de 2019, Hurtt firmó con Hapoel Haifa de la Liga Nacional israelí para la temporada 2019-20.
El 1 de marzo de 2020, firma por el Slávia Žilina de la Slovak Basketball League (SBL), la máxima competición de baloncesto de Eslovaquia.